# Antirock
Antirock är punkbandet Ebba Gröns första singel.

## Bakgrund
En dag stod det i en tidningsannons: "Ring och spela in en skiva! En trevlig bit till 50-årskalaset eller till fotbollslagets årsfest". Och Ebborna nappade självklart på erbjudandet och sände över texterna till den blivande singeln. Som svar fick de: "Ni kommer säkert att orsaka ett ramaskri med era texter, men ring så bokar vi en tid i studion". Ebba Grön fick tid klockan 09.00, och hade pengar för 3 timmars inspelning.
Fjodor och Pimme gick upp vid halv fem och började dricka öl. Vidare till Gurras boning i Vasastan och efter ett par öl där också bar det av till studion Marcus Music Studio i Solna. Allt blev mixat och klart på 3 timmar som de hade råd med. 550 i timmen fick de ge, fast det var inte egna pengar, utan lånade. Ebbornas första singel fick namnet "Antirock" och innehöll låtarna "Profit" & "Ung & Sänkt". Skivan gavs ut på skivbolaget Efel.
Omslaget blev riktigt hemmagjort. Med bilder från närmsta fotoautomat upptryckta på en kopiator där Fjodor & Thåström jobbade och texterna handskrivna på baksidan så var den grejen fixad. De flesta av skivorna sålde Ebba utanför en konsert med 999 på Gröna Lund. När bandet senare slöt avtal med proggbolaget Mistlur gavs singeln ut på nytt, denna gång i en betydligt större upplaga och med ett riktigt, tryckt, omslag.

## Låtlista
| Nr | Titel       | Längd | Notering |
| -- | ----------- | ----- | -------- |
| 1. | Profit      | 2.01  |          |
| 2. | Ung & sänkt | 1.53  |          |